# 傑登·斯托克利
傑登·斯托克利（英語：Jayden Stockley；1993年9月15日—）是一位英格蘭足球運動員。在場上的位置是前鋒。現效力於英甲球隊費列活特，他曾被外借至多問球會。

## 外部連結
- Bournemouth profile （页面存档备份，存于）
- 足球数据库：傑登·斯托克利的球员统计数据